# Lena Erixon
Lena Ann Margret Erixon, född 6 maj 1960 i Stockholm, är en svensk ämbetsman. Hon var från september 2015-december 2021 generaldirektör vid Trafikverket.

## Biografi
Lena Erixon studerade på förvaltningslinjen vid Stockholms universitet med examen 1982. År 1982–1984 arbetade hon vid Täby kommun, först som budgetsekreterare, sedan som budgetchef. Hon tjänstgjorde på Finansdepartementet 1984–1988 och därefter som utredare vid den ekonomiadministrativa sektionen vid Kommunförbundet. Åren 1990–1994 ingick hon i Kommunförbundets stab. Hon var ekonomichef i Södertälje kommun 1995–2000. Hon var anställd på Vägverket 2000–2010, det sista året som generaldirektör. När Trafikverket inrättades utnämndes Erixon 2010 till ställföreträdande generaldirektör och chef för verksamhetsområdet "Samhälle". Hon var generaldirektör vid Försvarets materielverk från augusti 2012 till augusti 2015. År 2014 utnämndes hon till ordförande i Arbetsförmedlingens styrelse. Den 5 juni 2015 utnämndes Erixon till ny generaldirektör för Trafikverket med tillträde 1 september samma år.
I februari 2021 meddelade Erixon att hon skulle sluta som generaldirektör för Trafikverket årsskiftet 2021/2022.